# Roberto Cejudo
General Roberto Fernández Cejudo y Valdés, conocido simplemente como Roberto Cejudo, fue un militar mexicano que participó en la Revolución mexicana. Nació en Saltillo, Coahuila, el 16 de abril de 1890, siendo hijo del general Lauro Fernández Cejudo y de doña Casimira Valdés. En 1909 egresó de la Escuela de Aspirantes del Ejército Mexicano. Luchó contra la Revolución mexicana y luego desconoció los Tratados de Teoloyucan, dedicándole a combatir a los constitucionalistas. En 1916 se adhirió a Félix Díaz y fue ascendido a general de brigada, al mando de la 4.ª, División del Golfo, operando en el estado de Veracruz. En 1919, aparentemente se rindió a Venustiano Carranza, pero al descubrirse planos de sublevación, ahora a favor de Álvaro Obregón, fue aprehendido. Al triunfo del movimiento aguaprietista ingresó al Ejército Mexicano, con el grado de divisionario. Más tarde radicó en Xalapa, Veracruz. Falleció en la Ciudad de México el 19 de agosto de 1959.